# Cubanichthys
Cubanichthys es un género de peces actinopeterigios de agua dulce, distribuidos por ríos de las islas de Cuba y Jamaica.

## Especies
Existen solo dos especies reconocidas en este género:
- Cubanichthys cubensis (Eigenmann, 1903)
- Cubanichthys pengelleyi (Fowler, 1939)